# Walter Davis (Bluesmusiker)
Walter Davis (* 1. März 1912 in Grenada, Mississippi; † 22. Oktober 1963 in St. Louis, Missouri) war ein US-amerikanischer Blues-Pianist und -Sänger.
Walter Davis war in den 1930ern einer der führenden Vertreter des St.-Louis-Blues, zusammen mit Roosevelt Sykes und Henry Townsend. Zwischen 1931 und 1941 nahm Davis über 160 Titel auf. Von 1946 bis 1952 folgten etliche weitere Aufnahmen.
Zu den bekanntesten Stücken von Walter Davis gehören Come Back Baby (das Ray Charles 1950 zu einem Top-Hit machte), Angel Child (1949 ein Hit für Memphis Slim), Think You Need A Shot, Pet Cream Blues und Ashes In My Whiskey. Titel von Davis wurden von B. B. King, Fred McDowell, Eddie Boyd, Champion Jack Dupree und anderen bearbeitet.
Nach einem Schlaganfall in den 1950ern war Davis als Prediger aktiv. Er starb 1963 in St. Louis. 2005 wurde er in die Blues Hall of Fame aufgenommen.
| Personendaten    | Personendaten                   |
| ---------------- | ------------------------------- |
| NAME             | Davis, Walter                   |
| KURZBESCHREIBUNG | US-amerikanischer Blues-Musiker |
| GEBURTSDATUM     | 1. März 1912                    |
| GEBURTSORT       | Grenada, Mississippi            |
| STERBEDATUM      | 22. Oktober 1963                |
| STERBEORT        | St. Louis, Missouri             |